# لوئیجی کروبینی (بازیکن فوتبال)
لوئیجی کروبینی (انگلیسی: Luigi Cherubini؛ زادهٔ ۱۵ ژانویهٔ ۲۰۰۴) بازیکن فوتبال اهل ایتالیا است که در حال حاضر برای باشگاه فوتبال آ.اس. رم بازی می‌کند. 
وی همچنین در تیم ملی فوتبال زیر ۱۸ سال ایتالیا بازی کرده است.

## دوران باشگاهی
او اولین بازی بزرگسالان خود را برای باشگاه فوتبال آ.اس. رم به عنوان بازیکن تعویضی در برد ۲-۰ لیگ اروپا مقابل باشگاه فوتبال اسپارتا پراگ در ۲۶ اکتبر ۲۰۲۳ انجام داد.